# Adhithya Ganesan
Adhithya Ganesan (* 24. Oktober 2005 in West Lafayette, Indiana) ist ein US-amerikanischer Tennisspieler.

## Karriere
Ganesan spielte bis 2023 auf der ITF Junior Tour. In der Jugend-Rangliste erreichte er mit Platz 24 seine höchste Notierung. Nur bei einem Grand-Slam-Turnier ging er an den Start, 2023 bei den US Open. Im Einzel erreichte er dort das Achtelfinale, während er im Doppel zum Auftakt ausschied. Im Doppel gewann er zum Ende seiner Juniorenzeit den Osaka Mayor’s Cup, ein Turnier der J500-Kategorie sowie ein J300-Turnier.
Bei den Profis spielte Ganesan 2023 nur drei Turniere, zwei davon auf der untersten Ebene, der ITF Future Tour. Weil er zusammen mit Alexander Frusina den Titel bei der USTA doubles national championship, der US-amerikanischen Meisterschaft gewann, erhielt die Paarung eine Wildcard für das Doppelfeld der US Open. Dort unterlagen sie zum Auftakt der Paarung aus Tallon Griekspoor und Thanasi Kokkinakis. Er gewann bereits erste Punkte für die Tennisweltrangliste.
Ganesan begann 2023 ein Studium an der Cornell University, für die er in der College-Tennis-Mannschaft spielte. 2024 wechselte er an die University of Florida.